# Neretvanski kanal
Neretvanski kanal je morski prolaz između jugoistočnog dijela obale otoka Hvara (od uvale Smarska do rta Sućuraj) i obale kopna od Zaostroga do rta Međed s jedne, i sjeverne obale poluotoka Pelješca, od rta Lovišće do rta Blaca, s druge strane.
Na jugoistočnom kraju Neretvanskog kanala, između kopna i poluotoka Pelješca je područje Malo more, a dalje prema jugoistoku je Malostonski zaljev.